# Belarmino Barreto
Belarmino Barreto (Inhambupe, 30 de novembro de 1840 — Salvador, 23 de maio de 1882) foi um jornalista, advogado e escritor brasileiro, patrono da cadeira número 31 da Academia de Letras da Bahia. 

## Biografia
Jornalista e teatrólogo de ofício exerceu o cargo de escrivão da subdelegacia da freguesia de Santo Antônio e da delegacia do primeiro distrito de Salvador.
Era membro do Conservatório Dramático e colaborou para o periódico Guaiacuru em 1859.
Fez parte da redação do Diário da Bahia e escreveu para o Abolicionista, publicação quinzenal da sociedade libertadora Sete de Setembro.
É o patrono da Cadeira 31 da Academia de Letras da Bahia da qual Ernesto Simões Filho foi o primeiro ocupante.
Integrou o Diário da Bahia,na sua fase áurea (1868-1880) da qual fizeram parte do seu corpo de redação os mais destacados membros da elite intelectual da época: Leão Veloso (pai), Rui Barbosa, Rodolfo Dantas, Sátiro Dias,  Manuel Vitorino Pereira, Augusto Guimarães e Xavier Marques, entre outros 
Faleceu em Salvador em 23 de maio de 1882.
A Rua Belarmino Barreto no Bairro de São Caetano é assim denominada em sua homenagem.